# جيلبرتو ويليام فابرو
جيلبرتو ويليام فابرو (بالبرتغالية: Gilberto William Fabbro‏) المعروف باسم ويليام (ولد في 30 مارس 1977 في فوز دو إيغواسو) لاعب وسط مهاجم برازيلي يلعب حاليا لأوبيراريو في الدرجة الرابعة.

## الإنجازات
- غاما
  - دوري ولاية بارانا (1): 1998
  - الدرجة الثانية (1): 1998
- فيغورينسي
  - دوري ولاية بارانا (1): 2001
  - دوري ولاية سانتا كاتارينا (1): 2002